# Метте Фредеріксен
Метте Фредеріксен (дан. Mette Frederiksen; нар. 19 листопада 1977, Ольборг, Данія) — данська політична діячка, лідер Соціал-демократів з 2015. Прем'єр-міністр Данії з 27 червня 2019.

## Життєпис
Метте Фредеріксен народилася в Ольборзі 19 листопада 1977 року в родині Флеммінга Фредеріксена, друкаря і продавця в Aalborg Stiftstidende, та вчительки Анетт Фредеріксен. У Метте є брат Пер. Родина Метте з давніми соціал-демократичними традиціями, оскільки їхній прадід сидів у в'язниці за профспілкову роботу, а дід і батько Метте займали довірені посади в партії.
Початкову освіту розпочала у школі Frydendal Skole, але школа закрилася через кілька років після того, як вона пішла до неї, після чого вона переїхала до школи Бипланвеєнс, в яку ходила до 1993 року. Закінчила гімназію Ольборга в 1996 році. Здобула ступінь бакалавра з управління в Університеті Ольборга (2007) і ступінь магістра в галузі африканістики в Університеті Копенгагена (2009).

### Політика
У 2000—2001 працювала консультанткою з питань молоді у Данській конфедерації профспілок. 2001 року вперше обрана до Фолькетингу, переобрана у 2005, 2007, 2011 і 2015.
У 2005—2011 виконувала обов'язки заступниці голови парламентської фракції Соціал-демократів.
Після виборів 2011 року, які привели до влади уряд соціал-демократів, Фредеріксен працювала під керівництвом прем'єр-міністра Гелле Торнінг-Шмідт на посаді міністра зайнятості з 2011 по 2014 рік та міністра юстиції з 2014 року, поки не змінила її на посаді лідера партії. На посаді міністра зайнятості вона очолила реформи дострокових пенсій за віком, гнучких робочих місць та системи зайнятості. Так само суперечлива реформа грошової допомоги означала зниження грошових виплат для молодих безробітних та передбачала, серед іншого, взаємопідтримку співмешканців.
Обіймала посаду міністра юстиції (2014—2015). У 2019 році, у віці 41 року, вона стала наймолодшим прем'єр-міністром Данії.

### Замах
7 червня 2024 року на одній з площ Копенгагена на Метте вчинив замах невідомий чоловік, її було госпіталізовано. 8 червня його був заарештовано, нападником виявився поляк, що з 2019 року жив у Данії.

## Особисте життя
- Колишній чоловік Ерік Гарр[16]
- Дочка Іда Феліне (Ida Feline, нар. у грудні 2002 року)[17]
- син Магне (Magne, нар. 2006 року).
- Чоловік Бо Тенгберг[da], режисер, одружені з липня 2020 року[18][19]

## Ставлення до України

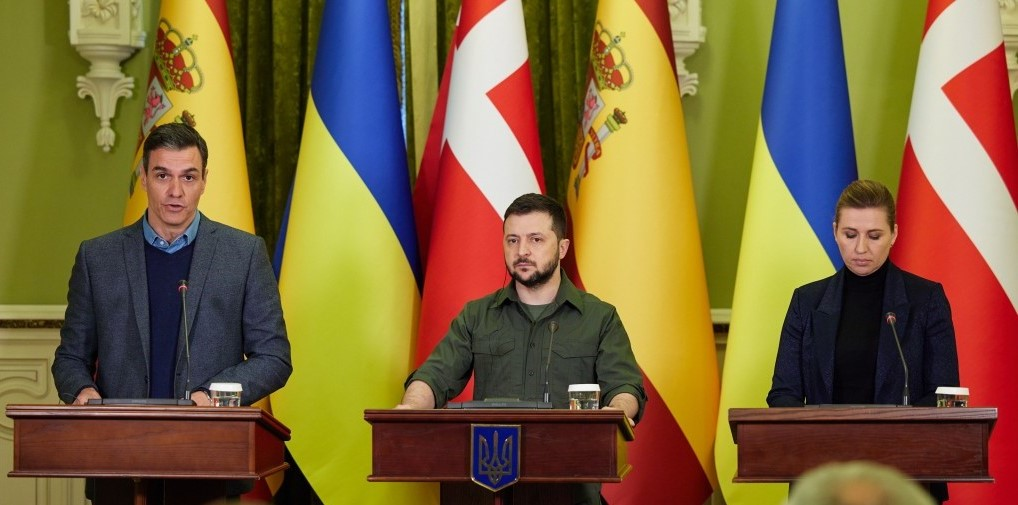
Педро Санчес, Зеленський, Метте Фредеріксен, Київ, 21 квітня 2022

21 квітня 2022 року прем'єр Данії Метте Фредеріксен відвідала Київ, щоб висловити підтримку Данії українському уряду.
30 січня 2023 року відвідала Миколаїв, де зустрілася з Президентом України Зеленським, відвідала з ним поранених українських захисників у шпиталі, також відвідали Одесу, де провели переговори.
6 вересня 2023 року відвідала Київ, виступивши у Верховній раді.
Під час 60-ї Мюнхенської конференції з безпеки заявила, що Данія вирішила передати Україні всю свою артилерію.

## Нагороди
- Орден княгині Ольги I ст. (Україна, 27 січня 2023) — за вагомий особистий внесок у зміцнення міждержавного співробітництва, підтримку незалежності та територіальної цілісності України[25].
- Орден Свободи (Україна, 10 червня 2024) — за визначні особисті заслуги у зміцненні українсько-данського міждержавного співробітництва, підтримку державного суверенітету та територіальної цілісності України[26].